# Holstein (raza bovina)

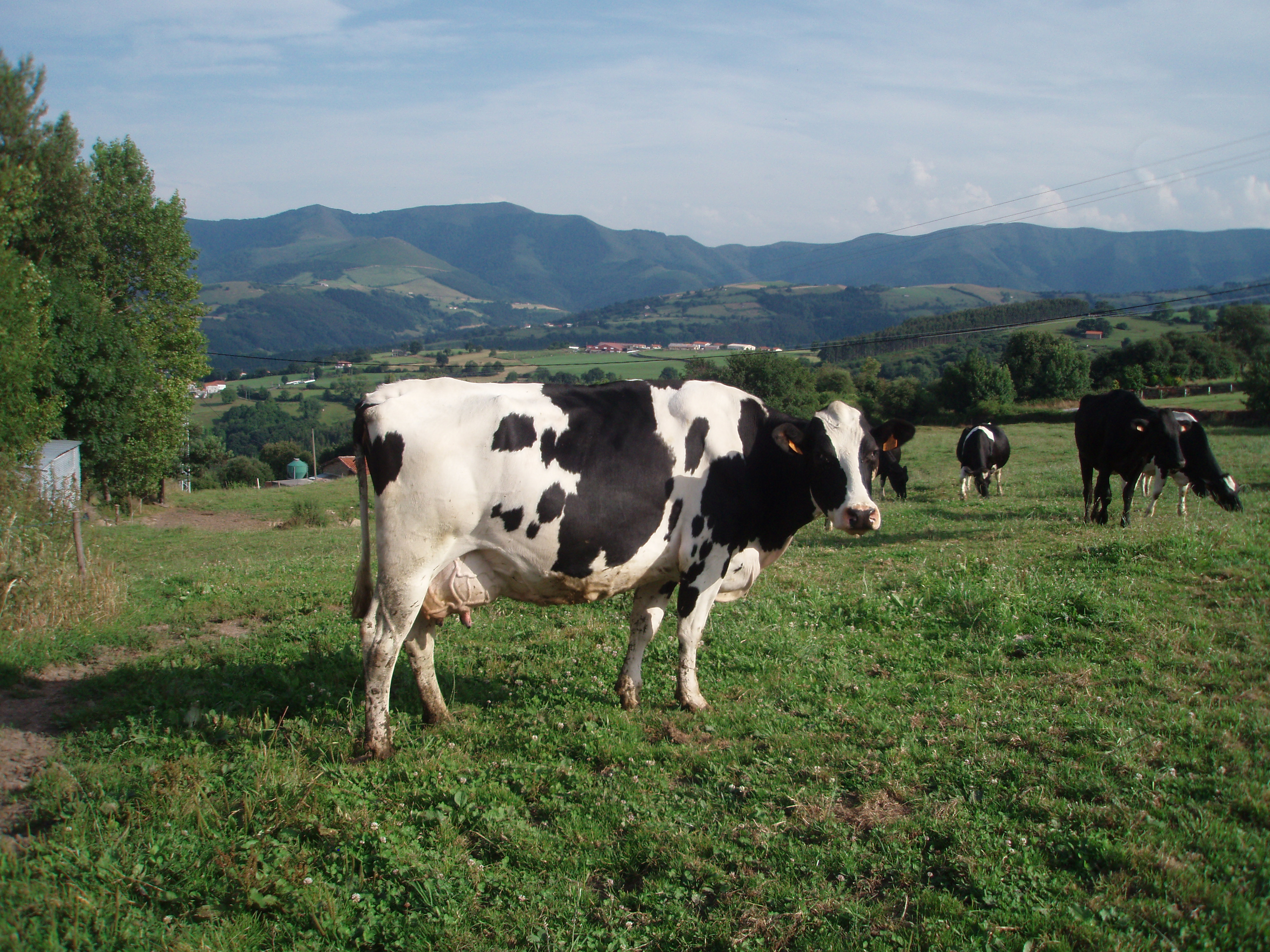
Vaca de raza frisona.

El holstein, vaca frisona o holstein-frisona es una raza o grupo de razas vacunas procedente de la región frisiosajona (Baja Sajonia y Schleswig-Holstein en Alemania, Frisia y Holanda Septentrional en los Países Bajos), que se destaca por su alta producción de leche, carne y su buena adaptabilidad.
Estas características hicieron que fuera adoptada en la ganadería de numerosos países. Es la raza dominante en la ganadería lechera industrial de todo el mundo y se encuentra en más de ciento sesenta países. Se la conoce con muchos nombres, entre ellos Holstein, Frisona y Blanca y Negra. Este animal nace con un peso aproximado de 40 kg. Las vacas holstein llegan a pesar alrededor de 600 kg, mientras que los toros alcanzan hasta los 1000 kg.
Con el crecimiento de la población del continente americano, se desarrolló una demanda de leche en Norteamérica y Sudamérica, y los criadores de ganado lechero de esas regiones al principio importaban su ganado de los Países Bajos. Sin embargo, tras la importación de unas ocho mil ochocientas frisonas (vacas alemanas de pata negra), Europa dejó de exportar animales lecheros por problemas de enfermedades.
Habitualmente la producción se mide en una lactación normalizada a trescientos cinco días (normalmente la vaca se tiene en producción este tiempo y luego se la “seca” entre cuarenta días y dos meses antes del parto, que es cuando empieza la siguiente lactación). Esta producción es altamente variable según el manejo y la alimentación de la vaca, pero se conocen vacas que han superado con mucho los 20 000 l de leche. Como ejemplo, hay en zonas de España y Andorra donde la media del área ronda los 12 000 l, con unos porcentajes de grasa y de proteína de aproximadamente 3,70 % y 3,15 %, respectivamente. Estas producciones requieren un manejo muy especializado, una alta selección genética y una alimentación muy cuidada. Existen profesionales que se dedican precisamente al diseño de la alimentación de las vacas granja a granja.
En cada país se ha procurado adaptar la raza a las condiciones locales, orientando la crianza hacia diferentes objetivos. Así han surgido subrazas y tipos “criollos” que difieren del estándar en tamaño y requerimientos, lo que repercute en los rendimientos promedio de producción de leche y carne.
En el pasado se distinguían con el nombre de ganado frisón dos tipos de razas: una con el cuerpo blanco y negro (berrenda, manchada u overa), llamada holandesa, Holstein-Friesian u overa negra, y otra con el cuerpo manchado en rojo y blanco. Esta última fue considerada en Estados Unidos durante años como un defecto genético. A veces de una vaca holstein y un toro holstein nacía una cría roja y blanca, que era sacrificada inmediatamente. Pero con el tiempo se descubrió que diferentes animales negros y blancos son portadores del llamado “factor rojo”. No obstante, a finales del siglo XIX ambas eran consideradas ya como raza única. Las vacas holstein son vacas negras con manchas blancas, y no blancas con manchas negras.

## Distribución mundial
Por ser la raza lechera más utilizada, se la puede encontrar en muchos países de todo el mundo. Los principales lugares donde las vacas lecheras se encuentran distribuidas son: Estados Unidos, Canadá, Argentina, Chile, Perú, México, Dinamarca, Colombia, Ecuador, Brasil, Uruguay, Australia, Austria, Francia, Países Bajos, Alemania, Nueva Zelanda, Bélgica, Suiza, España, entre otros.

## Características de la raza

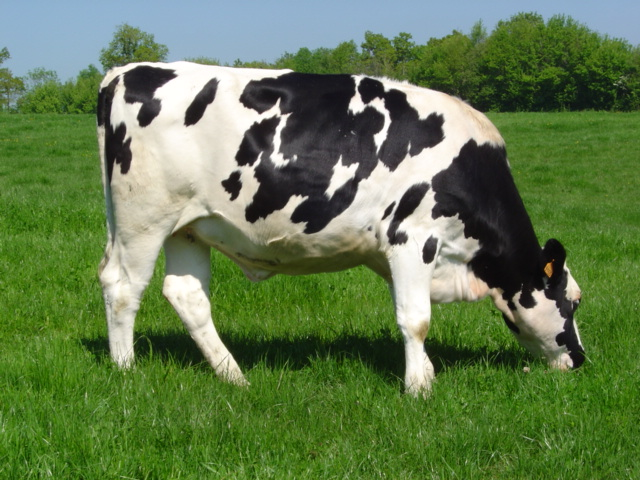
Una novilla holstein

Las holstein tienen marcas distintivas, normalmente de color blanco y negro o rojo y blanco, que suelen mostrar patrones píos (u overos). En raras ocasiones, algunos tienen una coloración negra y roja con blanco. El factor rojo provoca esta coloración única. El "azul" también es un color conocido. Este color se produce porque los pelos blancos se mezclan con los negros, dando a la vaca un tinte azulado. Esta coloración también se conoce como "ruano azul" en algunos círculos de ganaderos. Son famosas por su elevada producción lechera, con una media de 22,53 libras (10,2 kg) de leche al año. De esta leche 3,7% es grasa butírica y 3,1% son proteínas.
Un ternero sano pesa entre 40 y 50 kg (75-110 libras) o más al nacer. Una vaca holstein madura suele pesar entre 680 y 770 kg, y mide entre 145 y 165 cm a la altura del hombro. Las novillas holstein deben criarse entre los once y los catorce meses de edad, cuando pesan entre 317 y 340 kg o el 55% del peso adulto. Por lo general, los criadores planean que las novillas holstein paran por primera vez entre los veintiún y veinticuatro meses de edad y el 80% del peso corporal adulto. El período de gestación es de unos nueve meses y medio.

## Historia
Cerca del año 100 a. C., un grupo desplazado de personas de Hesse, en el centro-oeste de la actual Alemania, emigró con su ganado a las costas del Mar del Norte, cerca de la tribu de los frisones, ocupando la isla de Batavia, ubicada entre los ríos Rin, Mosa y Waal. Los registros históricos sugieren que este ganado era negro, y que el ganado frisón de esta época era "blanco puro y de color claro". Es posible que el mestizaje haya dado lugar a la fundación de la actual raza holstein-frisona, ya que el ganado de estas dos tribus de entonces se describe de forma idéntica en los registros históricos.
La parte del país que bordea el Mar del Norte, llamada Frisia, estaba situada en las actuales provincias de Holanda Septentrional, Frisia y Groninga, y en Alemania hasta el río Ems. El pueblo era conocido por el cuidado y la cría de ganado. Los frisones, que preferían el pastoreo a la guerra, pagaban un impuesto de pieles y cuernos de buey al gobierno romano, mientras que los bátavos proporcionaban soldados y oficiales al ejército romano; éstos lucharon con éxito en las distintas guerras romanas. Los frisones criaron la misma cepa de ganado sin adulterar durante dos mil años, salvo por circunstancias accidentales. En 1282, las inundaciones produjeron el Zuiderzee, una gran masa de agua que tuvo el efecto de separar a los ganaderos de los actuales frisones en dos grupos. El grupo occidental ocupaba Frisia occidental, que ahora forma parte de la provincia de Holanda Septentrional, mientras que el oriental ocupaba las actuales provincias de Frisia y Groninga, también en los Países Bajos.
Las ricas tierras de los pólderes de los Países Bajos son insuperables para la producción de hierba, ganado y productos lácteos. Entre los siglos XIII y XVI, la producción de mantequilla y queso era enorme. Los registros históricos describen ganado vacuno pesado, que pesaba de 2600 a 3000 libras cada uno.
Los criadores tenían como objetivo producir la mayor cantidad posible de leche y carne de vacuno a partir del mismo animal. La selección, la cría y la alimentación se llevaron a cabo con gran éxito. No se toleraba la endogamia y nunca surgieron familias (distintas), aunque las diferencias de suelo en las distintas localidades producían tamaños y variaciones diferentes.
Un informe de Corporate Watch sobre la agricultura distópica citaba un estudio de 2004 del Journal of Dairy Science en el que se identificaba que entre el 96 % y el 98 % de las holstein del Reino Unido tenían algún grado de consanguinidad, en comparación con alrededor del 50 % en 1990. En general, la tasa de endogamia en el Reino Unido ha aumentado considerablemente desde 1990.

## Estados Unidos

### Historia

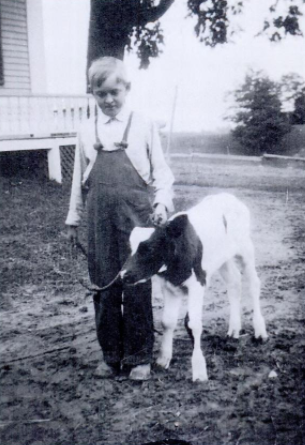
"Trina", fotografiado en 1910 con Karl Merrill, que más tarde establecería la línea Trina de Holsteins.

Entre 1621 y 1664 se introdujo en Estados Unidos ganado blanco y negro procedente de Europa. La parte oriental de Nueva Holanda (actuales Nueva York y Connecticut), donde muchos granjeros holandeses se establecieron a lo largo de los valles de los ríos Hudson y Mohawk. Probablemente trajeron ganado de su tierra natal y lo cruzaron con ganado comprado en la colonia. Durante muchos años, el ganado de esta zona se denominó ganado holandés y era famoso por sus cualidades lecheras.
Las primeras importaciones de las que se tiene constancia se produjeron más de 100 años después y consistieron en seis vacas y dos toros. Fueron enviados en 1795 por la Holland Land Company, que entonces poseía grandes extensiones en Nueva York, a su agente, el Sr. John Lincklaen de Cazenovia. Un colono las describió así: "las vacas eran del tamaño de bueyes, sus colores claros negro y blanco en grandes manchas; muy guapas".
En 1810, un toro y dos vacas fueron importados por el Honorable William Jarvis para su granja en Wethersfield, Vermont. Hacia el año 1825, Herman Le Roy realizó otra importación, una parte de la cual fue enviada al valle del río Genesee. El resto se mantuvo cerca de la ciudad de Nueva York. Aún más tarde, se realizó una importación a Delaware. No se conservaron registros de los descendientes de este ganado. Su sangre se mezcló y se perdió con la del ganado nativo.
La primera introducción permanente de esta raza se debió a la perseverancia del Honorable Winthrop W. Chenery, de Belmont, Massachusetts. Los animales de sus dos primeras importaciones, y sus crías, fueron destruidos por el gobierno de Massachusetts a causa de una enfermedad contagiosa. Realizó una tercera importación en 1861. Esta fue seguida en 1867 por una importación para el Honorable Gerrit S. Miller, de Peterboro, Nueva York, realizada por su hermano, Dudley Miller, que había estado asistiendo a la famosa escuela agrícola de Eldena (Königlich Preußische Staats- und landwirthschaftliche Akademie zu Greifswald und Eldena; esta última es hoy una localidad de la primera), Prusia, donde esta raza era muy apreciada. Estas dos importaciones, realizadas por el Honorable William A. Russell, de Lawrence, Massachusetts, y tres animales de Frisia Oriental, importados por el General William S. Tilton del Asilo Militar Nacional, Togus, Maine, formaron el núcleo del Libro Genealógico Holstein.
La raza Trina Holstein fue establecida por la familia de granjeros Merrill en Maine a principios del siglo XX, iniciada por "Trina Redstone Marvel" (o "Old Trina") y continuada en Wilsondale Farm en Gray, Maine. Trina se remonta dieciséis generaciones a una de las primeras vacas importadas a Estados Unidos. En la actualidad hay treinta generaciones de descendientes de Trina Holstein.
Después de que se hubieran importado unas 8.800 Holstein, estalló una enfermedad del ganado en Europa y cesó la importación.
A finales del siglo XIX, hubo suficiente interés entre los criadores de Frisona para formar asociaciones que registraran los pedigríes y mantuvieran libros genealógicos. Estas asociaciones se fusionaron en 1885 para fundar la Holstein-Friesian Association of America. En 1994, el nombre cambió a Holstein Association USA.

### Producción
La producción media real de 2008 para todos los rebaños Holstein de EE. UU. que estaban inscritos en programas de pruebas de producción y eran elegibles para evaluaciones genéticas fue de 23 022 libras (10 442,6 kg) de leche, 840 libras (381 kg) de grasa butírica y 709 libras (321,6 kg) de proteína al año. La productividad total durante la vida se puede deducir de la vida media de las vacas estadounidenses. Esta ha ido disminuyendo regularmente en los últimos años y actualmente se sitúa en torno a las 2,75 lactaciones, lo que multiplicado por el rendimiento medio de lactación anterior da alrededor de 61 729 libras (27 999,8 kg) de leche.
La actual líder nacional de producción de leche Holstein es Bur-Wall Buckeye Gigi EX-94 3E, que produjo 74 650 libras (33 860,6 kg) de leche en 365 días, completando su récord en 2016.
La considerable ventaja, en comparación con el Reino Unido, por ejemplo, puede explicarse por varios factores:
- Uso de la hormona de producción de leche, recombinante bST: Un estudio realizado en febrero de 1999 determinó que la "respuesta a la bST durante una lactancia de 305 días equivalía a 894 kg de leche, 27 kg de grasa y 31 kg de proteína".[16] Monsanto Company estima una cifra de cerca de 1. 5 millones de 9 millones de vacas lecheras están siendo tratadas con rBST, o alrededor del 17% de las vacas a nivel nacional.[17]
- Mayor uso del ordeño tres veces al día: En un estudio realizado en Florida entre 1984 y 1992 utilizando 4293 registros de lactancia de Holstein de ocho rebaños, el 48% de las vacas se ordeñaban tres veces al día. Esta práctica fue responsable de un 17,3% extra de leche, un 12,3% de grasa y un 8,8% de proteína. [18] El ordeño tres veces al día se ha convertido en una práctica común en los últimos años. El ordeño dos veces al día es el programa de ordeño más común del ganado lechero. En Europa, Australia y Nueva Zelanda, es habitual ordeñar a intervalos de 10 a 14 horas.[19]
- Mayor potencial vacuno (rebaños 100% Holstein): Los tipos frisones europeos han tenido tradicionalmente rendimientos productivos inferiores a sus homólogos holstein norteamericanos. A pesar de la influencia de la Holstein en los últimos 50 años, sigue existiendo un gran rastro genético de este ganado.
- Mayor uso de sistemas de alimentación con ración mixta total (TMR): Los sistemas TMR siguen extendiéndose en las explotaciones lecheras. En 1993, una encuesta del Hoard's Dairyman indicaba que el 29,2% de las explotaciones lecheras estadounidenses encuestadas habían adoptado este sistema de alimentación de las vacas lecheras. Una encuesta realizada en 1991 en Illinois reveló que el 26% de los ganaderos utilizaban raciones TMR con 300 kg más de leche por vaca en comparación con otros sistemas de alimentación.[20] El tipo de explotación estadounidense (Norteamérica y Sudamérica) se caracteriza por explotaciones grandes, de estabulación suelta, alimentación TMR y relativamente muchos empleados. Sin embargo, las explotaciones lecheras del noreste de EE. UU. y algunas zonas de Canadá difieren de la típica explotación estadounidense. Allí hay muchas explotaciones familiares más pequeñas con establos de estabulación suelta o de puntales. Estas explotaciones son bastante similares a las europeas, que se caracterizan por explotaciones relativamente pequeñas en las que cada vaca es alimentada y tratada individualmente.[21]